# Red Suvorova
Red Suvorova je visoko vojaško odlikovanje Sovjetske zveze, ki je bilo ustanovljeno 27. julija 1942 in poimenovano po legendarnem ruskem maršalu Suvorovem.
Red Suvorova je bil podeljen vojaškim poveljnikom vseh stopenj za izjemno poveljevanje, organizacijo vojaških operacij in njihovega dobronosa k zmagi.

## Kriteriji
Red Suvorova 1. razreda je bil podeljen poveljnikom armadnih skupin, njihovim namestnikom, načelnikom štabov, vojaškim akademijam, ...
Red Suvorova 2. razreda je bil podeljen poveljnikom brigad, divizij in korpusov.
Red Suvorova 3. razreda je bil podeljen polkovnim, bataljonskim in četnim poveljnikom.

## Opis

### Videz
| Prvi razred                 | Drugi razred | Tretji razred |
| --------------------------- | ------------ | ------------- |
|                             |              |               |
| Nadomestne oznake (trakovi) |              |               |
|                             |              |               |

### Red Suvorova 1. razreda
Red je iz platine, zlata in je emajliran.

### Red Suvorova 2. razreda
Red je iz zlata, srebra in je emajliran.

### Red Suvorova 3. razreda
Red je iz srebra.

## Nadomestne oznake
Nadomestna oznaka za 1. razred je trak svetlo zelene barve z 5 mm debelim oranžnim sredinskim trakom.
Nadomestna oznaka za 2. razred je trak svetlo zelene barve z 3 mm debelima oranžnima stranskima trakoma.
Nadomestna oznaka za 3. razred je trak svetlo zelene barve z 2 mm debelim oranžnim sredinskim in dvema stranskima trakoma.

## Nosilci
Med 2. svetovno vojno je bilo podeljenih 390 redov 1. razreda, okoli 2.860 2. razreda in okoli 4.000 3. razreda.